# 89년

## 연호
- 후한(後漢) 영원(永元) 원년

## 기년
- 후한(後漢) 화제(和帝) 원년
- 신라(新羅) 파사 이사금(婆娑 泥師今) 10년
- 고구려(高句麗) 태조대왕(太祖大王) 37년
- 백제(百濟) 기루왕(己婁王) 13년

## 탄생
- 고구려 8대 국왕 신대왕(新大王)